# Два цента США
2 цента США — монеты США номиналом 2 цента, которые чеканились с 1864 по 1873 год. За всё время было отчеканено более 45 миллионов экземпляров.

## История
Предпосылкой выпуска нескольких новых монет — 2 центов, 3 центов, а также 5 центов стали финансовые затруднения времён гражданской войны в США.
Находящийся в центре щит с 13 вертикальными полосами должен был символизировать состоятельность и единство государство, что было весьма актуально во время происходящих событий. Над щитом помещён девиз «IN GOD WE TRUST». По бокам от щита располагаются две оливковые ветви — символы миролюбия. Под щитом обозначен год чеканки монеты. Именно на монете в 2 цента надпись «In God We Trust» появилась впервые.
На реверсе располагается обозначение номинала «2 CENTS» в центре венка из колосьев пшеницы. По краю монеты полукругом расположена надпись «UNITED STATES OF AMERICA».
Выпуск монеты был прекращён согласно монетному акту 1873 года.

## Тираж
| Год  | Отчеканено в Филадельфии |
| ---- | ------------------------ |
| 1864 | 19 847 500 (около 100)   |
| 1865 | 13 640 000 (около 500)   |
| 1866 | 3 177 000 (около 725)    |
| 1867 | 2 938 750 (около 625)    |
| 1868 | 2 803 750 (около 600)    |
| 1869 | 1 546 500 (около 600)    |
| 1870 | 861 250 (около 1000)     |
| 1871 | 721 250 (около 960)      |
| 1872 | 65 000 (около 950)       |
| 1873 | (около 600)              |

(в скобках обозначено количество монет качества пруф)
Суммарный тираж монеты составляет более 45 миллионов экземпляров.